# Мозес, Алан
Алан Мозес (1881—1953) — канадский натуралист и таксидермист с острова Гран-Манан. Коллекционер птиц, внёсший также большой вклад в сохранение популяции обыкновенной гаги в заливе Фанди тем, что он убедил Рокфеллера создать на острове Кент заповедник. Его таксидермическая коллекция, которую собирали несколько поколений, остается одной из крупнейших в Канаде.
С 1936 года состоял в браке с Мейбл Кент. Имел сына и дочь, которых обучил таксидермистике. Скончался в больнице на Гран-Манане.